# Yasuhiro Hato
Yasuhiro Hato (født 4. maj 1976) er en japansk fodboldspiller.

## Japans fodboldlandshold
| Japans landshold | Japans landshold | Japans landshold |
| År               | Kmp              | Mål              |
| ---------------- | ---------------- | ---------------- |
| 2001             | 10               | 0                |
| 2002             | 5                | 0                |
| Total            | 15               | 0                |